# Luis Eduardo Aute

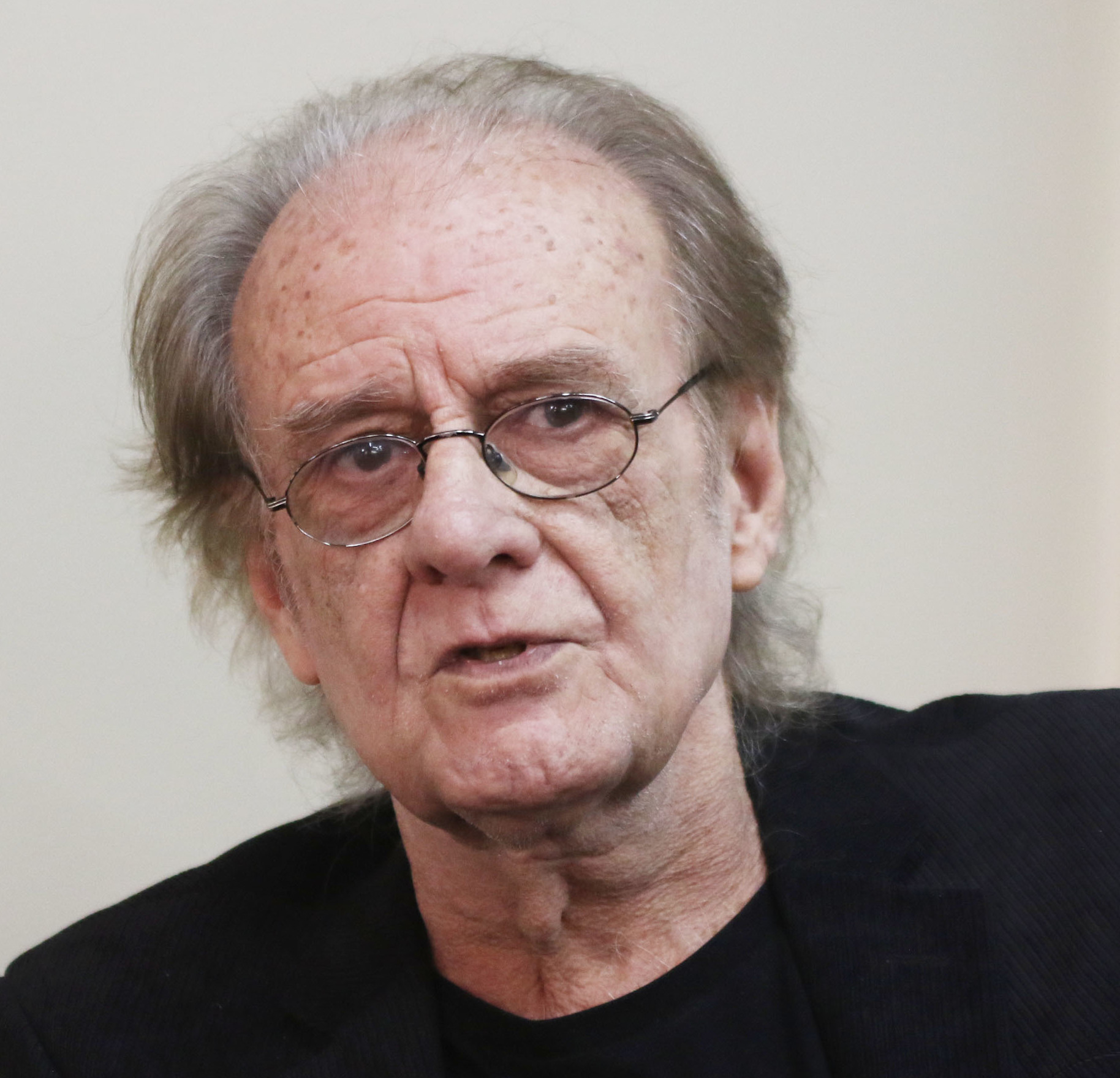
Luis Eduardo Aute (2016)

Luis Eduardo Aute Martínez (* 13. September 1943 in Manila, Philippinen; † 4. April 2020 in Madrid) war ein spanischer Dichter, cantautor (Liedermacher), Kunstmaler und Filmemacher.

## Leben
Aute wurde als Sohn eines katalanischen Vaters und einer philippinischen Mutter 1943 auf den Philippinen geboren. 1954 siedelte die in Manila lebende Familie nach Barcelona und später nach Madrid über. Dort besuchte er die Klosterschule Colegio Nuestra Señora de las Maravillas, was seine ablehnende Haltung gegenüber der Institution der katholischen Kirche prägen sollte. Aute unternahm bereits ab 1954 erste ernsthafte Malerei- und Musikversuche. Ab 1962 hielt er sich oft in Paris auf, wo er die Möglichkeit nutzte, in Spanien verbotene Filme und Bücher zu rezipieren. Ab Mitte der 60er Jahre erzielte er erste Erfolge mit seiner Malerei, unter anderem nahm er auch an der Biennale de Paris (1965), an der Bienal Internacional de Artes de São Paulo (1967), am Concurso nacional de Bellas Artes (1974) und an der internationalen Kunstmesse Arco 83 in Madrid teil.
Nachdem er zunächst nur für die Sängerin Massiel getextet hatte, brachte er 1967 seine erste Single auf den Markt (Don Ramón und Made in Spain). 1968 verzeichnete er mit den Liedern Rosas el el mar und Aleluya N° 1 unerwarteterweise überwältigende Erfolge. Auf den Medienrummel folgte der völlige Rückzug aus dem Musikgeschäft bis 1972. Erst 1978 trat der unter Lampenfieber leidende Liedermacher zum ersten Mal live vor Publikum auf. 
Aute wurde vor allem während der Transición zu einer Identifikationsfigur der Jugend. Einige seiner Lieder (z. B. Al Alba, Las cuatro y diez, De paso etc.) haben das kollektive Gedächtnis einer ganzen Generation geprägt. Ab den 1980er Jahren hatte er jedoch nur noch mäßigen kommerziellen Erfolg.
Nach einem Schlaganfall im August des Jahres 2016 verbrachte er zwei Monate im Koma. Danach war er auf keiner Konzertbühne mehr zu erleben. Er starb im Frühjahr 2020 im Alter von 76 Jahren in Madrid.

## Werke
Autes Lieder und Gedichte, die sich mit Ausnahme der satirischen und sozialkritischen Texte vornehmlich mit Themen wie Einsamkeit, Angst, Sinn des Daseins und Tod, aber auch mit den Themen Liebe, Lust und Erotik beschäftigen, zeugen sowohl formal als auch inhaltlich von außerordentlicher poetischer Sensibilität. Gerne verwandte er eine nahezu kryptische Sprache, die durchaus auch surrealistische Züge annehmen konnte. Die palabra con doble filo (das doppeldeutige Wort) stand bei Aute stets im Vordergrund; die Ambiguität stellt eins der Hauptmerkmale seiner Dichtung dar: Nunca he creído ni en fórmulas ni en mensajes/me gusta más jugar a la contradicción („Ich habe nie an Formeln und klare Botschaften geglaubt, es gefällt mir besser, mit dem Widerspruch zu spielen“) (aus dem Lied A vivir, De par en par). Die ständige Widersprüchlichkeit des alltäglichen Lebens ist eines der zentralen Leitmotive seiner Dichtung.

### Diskografie
| Jahr | Titel                     | Höchstplatzierung, Gesamtwochen, AuszeichnungChartsChartplatzierungen (Jahr, Titel, Platzierungen, Wochen, Auszeichnungen, Anmerkungen) | Anmerkungen |
| Jahr | Titel                     | ES | Anmerkungen |
| ---- | ------------------------- | --- | ----------- |
| 2003 | Auterretratos             | ES31 (8 Wo.)ES | BMG Ariola  |
| 2005 | Auterretratos vol. 2      | ES88 (2 Wo.)ES |             |
| 2007 | A día de hoy              | ES27 (4 Wo.)ES |             |
| 2007 | Humo y azar               | ES61 (7 Wo.)ES |             |
| 2010 | Intemperie                | ES40 (3 Wo.)ES |             |
| 2012 | El niño que miraba el mar | ES33 (6 Wo.)ES |             |
| 2018 | De la luz y la sombra     | ES7 (11 Wo.)ES |             |

grau schraffiert: keine Chartdaten aus diesem Jahr verfügbar
Weitere Alben
- Diálogos de Rodrigo y Gimena, RCA-Victor, 1968
- 24 Canciones breves, RCA-Victor, 1968
- Rito, Ariola, 1974
- Espuma, Ariola, 1974
- Babel, (Canciones Satíricas 1968–1975), Ariola, 1976
- Sarcófago, Ariola, 1976
- Forgesound, Ariola, 1974
- Albanta, Ariola, 1978
- De par en par, Ariola, 1979
- Alma, Fonomusic, 1979
- Fuga, Fonomusic, 1981
- Cuerpo a cuerpo, Ariola, 1984
- Entre amigos, Fonomusic, 1983
- Pasaba por aquí, Fonomusic, 1981
- Nudo, Ariola, 1985
- 20 Canciones de amor y un poema desesperado, Ariola, 1986
- Templo, Ariola, 1987
- Segundos fuera, Ariola, 1989
- Uff!, Ariola, 1990
- Slowly, Ariola, 1992
- Mano a mano, mit Silvio Rodríguez, Ariola, 1993
- Animal, (Disco-libro) Editorial el europeo/allegro, 1994
- Alevosía, Virgin, 1995
- Aire/Invisible, Virgin, 1998
- Alas y balas, Virgin, 2002

### Lyrik
- La matemática del espejo, 1975.
- Poemas y canciones, 1976.
- La liturgia del desorden, 1979.
- Templo de carne, 1986.
- Animal, 1995.
- Animal Dos, 1998.
- Animaldos: poemigas, estereografías
- Volver al agua (Poesía completa)

### Film
- Minutos después (Kurzfilm), 1970.
- Chapuza 1, 1971.
- A flor de piel (Kurzfilm mit Ana Belén und Jaime Chávarri), 1974.
- El muro de las lamentaciones (Kurzfilm), 1986.
- La pupila del éxtasis, 1989.
- Un perro llamado Dolor, 2001.